# Gabriel Ier de Kakhétie
Gabriel Ier de Kakhétie (en géorgien : გაბრიელი ; mort en 881) est un prince de Kakhétie de 861 à 881.
Neveu et successeur de Samuel Donauri, il est le quatrième Chorévêque de Kakhétie. Contrairement à son prédécesseur, il est l’ennemi de l’émir musulman de Tiflis Gabloutz, un parent d'Ishâq ibn-Ismâ qui lui arrache une partie de la Gabardanie. À sa mort, les clans confient le pouvoir à Phadal Ier Arevmaneli.
C’est à l’époque de Samuel et de Gabriel Donauri que vécut le prêtre Hilarion le Géorgien (822-875), Kakhéte de naissance, mort à Thessalonique, après des pérégrinations en Palestine, en Bithynie, à Constantinople et à Rome.